# Victor Alcántara
Victor Alcántara (* 1975 in München) ist ein deutscher Pianist, Sänger und Komponist peruanischer Abstammung, der sowohl in der Klassik als auch im Jazz beheimatet ist.

## Leben und Wirken
Alcántara, dessen Zwillingsbruder der Saxophonist Rafael Alcántara ist, machte eine Ausbildung zum Altsolisten im Tölzer Knabenchor, mit dem er auch international auftrat. Bereits mit 17 Jahren war er Pianist des Bundesjazzorchesters. Er studierte Jazzpiano, klassisches Klavier und Filmkomposition am Richard Strauss Konservatorium München sowie an der Hochschule für Musik und Theater München.
Dann arbeitete er als Filmkomponist (La Mer mit Franka Potente), Studiomusiker (Knallharte Jungs, Das Wunder von Bern) und Arrangeur (Nina Hagen Big Band Explosion). Er veröffentlichte mehrere Alben mit eigenen Bands; mit seinem Bruder bildete er die Formacion Alcántara. Auch wirkte er als Sideman mit Peter O’Mara (Back Seat Driver 1999), Bobby Shew, Clark Terry und Don Menza. 
Seit 2001 lehrt er Jazzpiano und Improvisation an mehreren deutschen Musikhochschulen. Er hat ein Lehrbuch Liedspiel und Liedbegleitung am Klavier: Improvisation, Harmonisation und Stilkunde (München 2015) geschrieben. Mit seinem Klavierkonzert Toccata  Concertante  war er 2009 Preisträger  beim Internationalen Uuno Klami Wettbewerb für Komposition in Finnland.

## Diskographische Hinweise
- Victor Alcántara Trio Stabat Mater Inspirations (Organic 2002, mit Thomas Stabenow, Bastian Jütte)
- Formacion Alcántara Vive la vida (2004)
- Berlynatic Arkestra (GLM 2007, mit Valentin Gregor)